# العلاقات الليبيرية المنغولية
العلاقات الليبيرية المنغولية هي العلاقات الثنائية التي تجمع بين ليبيريا ومنغوليا.

## مقارنة بين البلدين
هذه مقارنة عامة ومرجعية للدولتين:
| وجه المقارنة                                              | ليبيريا      | منغوليا         |
| --------------------------------------------------------- | ------------ | --------------- |
| المساحة (كم2)                                             | 111.37 ألف   | 1.57 مليون      |
| عدد السكان (نسمة)                                         | 4.73 مليون   | 3.08 مليون      |
| الكثافة السكانية (ن./كم²)                                 | 42.47        | 1.96            |
| العاصمة                                                   | مونروفيا     | أولان باتور     |
| اللغة الرسمية                                             | لغة إنجليزية | اللغة المنغولية |
| العملة                                                    | دولار ليبيري | توغروغ منغولي   |
| الناتج المحلي الإجمالي (بليون دولار)                      | 2.16 مليار   | 11.49 مليار     |
| الناتج المحلي الإجمالي (تعادل القوة الشرائية) بليون دولار | 3.76 مليار   | 36.16 مليار     |
| الناتج المحلي الإجمالي الاسمي للفرد دولار أمريكي          | 455          | 3.97 ألف        |
| الناتج المحلي الإجمالي للفرد دولار أمريكي                 | 842          | 11.95 ألف       |
| مؤشر التنمية البشرية                                      | 0.430        | 0.727           |
| رمز المكالمات الدولي                                      | +231         | +976            |
| رمز الإنترنت                                              | .lr          | .mn             |
| المنطقة الزمنية                                           | 00           | ت ع م+08:00     |

## منظمات دولية مشتركة
يشترك البلدان في عضوية مجموعة من المنظمات الدولية، منها:
| علم المنظمة | اسم المنظمة                               | تاريخ انضمام ليبيريا | تاريخ انضمام منغوليا |
| ----------- | ----------------------------------------- | -------------------- | -------------------- |
|             | مؤسسة التنمية الدولية                     | 28 مارس 1962         | 14 فبراير 1991       |
|             | مؤسسة التمويل الدولية                     | 28 مارس 1962         | 14 فبراير 1991       |
|             | منظمة حظر الأسلحة الكيميائية              | ?                    | ?                    |
|             | الأمم المتحدة                             | 2 نوفمبر 1945        | 27 أكتوبر 1961       |
|             | الاتحاد الدولي للاتصالات                  | 10 أكتوبر 1927       | 27 أغسطس 1964        |
|             | منظمة الشرطة الجنائية الدولية             | ?                    | ?                    |
|             | البنك الدولي للإنشاء والتعمير             | 28 مارس 1962         | 14 فبراير 1991       |
|             | الاتحاد البريدي العالمي                   | ?                    | ?                    |
|             | المركز الدولي لتسوية المنازعات الاستشارية | 16 يوليو 1970        | 14 يوليو 1991        |
|             | وكالة ضمان الاستثمار متعدد الأطراف        | 12 أبريل 2007        | 21 يناير 1999        |
|             | يونسكو                                    | 6 مارس 1947          | 1 نوفمبر 1962        |

## وصلات خارجية
- موقع وزارة الخارجية الليبيرية
- موقع وزارة الخارجية المنغولية